# زیردریایی یو-۴۰۳
زیردریایی یو-۴۰۳ (به انگلیسی: German submarine U-403) یک زیردریایی بود که طول آن ۶۷٫۱ متر (۲۲۰ فوت ۲ اینچ) بود. این زیردریایی در سال ۱۹۴۱ ساخته شد.